# نورثروب غرومان X-47A بيغاسوس
تعد نورثروب غرومان إكس 47 عبارة عن مركبة جوية قتالية بدون طيار . بدأت X-47 كجزء من برنامج J-UCAS(أنظمة جوية قتالية غير مأهولة مشتركة) التابع لـداربا ، وهي الآن جزء من برنامج UCAS-D (برنامج معيد نظام الهواء القتالي بدون طيار) التابع للبحرية الأمريكية لإنشاء طائرة بدون طيار قائمة على الناقل. على عكس بوينغ إكس - 45 ، تم تمويل تطوير بيغاسوس الأولي من قبل الشركة.  تحمل السيارة الأصلية التسمية
X-47A بيغاسوس، بينما تحمل النسخة البحرية اللاحقة اسم X-47B .

## التصميم والتطوير
لم تلتزم البحرية الأمريكية بجهود الطائرات بدون طيار العملية حتى منتصف عام 2000 ، عندما منحت الخدمة عقودًا بقيمة 2 مليون دولار لكل من شركتي بوينغ ونورثروب غرومان لبرنامج استكشاف المفاهيم لمدة 15 شهرًا. 
تضمنت اعتبارات التصميم الخاصة بطائرة بدون طيار بحرية التعامل مع بيئة المياه المالحة المسببة للتآكل ، والتعامل مع سطح السفينة للإطلاق والاستعادة ، والتكامل مع أنظمة القيادة والتحكم ، والتشغيل في بيئة التداخل الكهرومغناطيسي العالية للناقل. كانت البحرية مهتمة أيضًا باستخدام طائرات UCAV الخاصة بها في مهام الاستطلاع ، واختراق المجال الجوي المحمي لتحديد أهداف موجات الهجوم.
واصلت البحرية منح شركة نورثروب غرومان عقدًا لمظاهرة UCAV البحرية مع تسمية "X-47A Pegasus" ، في أوائل عام 2001. تم بناء مركبة إثبات المفهوم X-47A بموجب عقد من قبل بورت روتان وسكاليد كومبوزيت في موجاف سباسيبورت . يبدو متظاهر بيغاسوس مثل رأس سهم أسود بسيط بدون سطح خلفي عمودي. لها اكتساح حافة رائد يبلغ 55 درجة وحافة خلفية تبلغ 35 درجة. يمتلك المتظاهر معدات هبوط للدراجة ثلاثية العجلات قابلة للسحب ، مع ترس أنف ذو عجلة واحدة وترس رئيسي ثنائي العجلات ، وله ستة أسطح تحكم ، بما في ذلك مصعدان وأربعة "حواجز". التطعيمات عبارة عن هياكل رفرف صغيرة مثبتة في أعلى وأسفل الجناح أمام قمة الجناح.
يتم تشغيل X-47A بواسطة محرك توربوفان صغير واحد من طراز برات آند ويتني كندا JT15D-5C بسعة 3،190 lbf (14.2). كيلو نيوتن) الدفع. يستخدم هذا المحرك حاليًا مع الطائرات التشغيلية مثل مدرب ارماتشي S-211 . يتم تثبيت المحرك على ظهر المتظاهر ، مع وجود فتحة في الأعلى خلف الأنف. تحتوي مجرى المدخل على ناشر أفعواني لمنع انعكاسات الرادار عن مروحة المحرك. ومع ذلك ، للحفاظ على التكاليف منخفضة ، فإن عادم المحرك عبارة عن أنبوب عادم أسطواني بسيط ، مع عدم وجود أحكام لتقليل توقيع الرادار أو الأشعة تحت الحمراء.
تم بناء هيكل الطائرة X-47A من مواد مركبة ، حيث تم التعاقد من الباطن مع شركة سكاليد كومبوزيت في بورت روتان ، والتي كانت تتمتع بالخبرة والأدوات اللازمة للقيام بالمهمة غير المكلفة. يتكون هيكل الطائرة من أربع مجموعات رئيسية ، مقسمة إلى الوسط مع مجموعتين في الأعلى واثنتين في الأسفل.
تم طرح X-47A في 30 يوليو 2001 وأجرت أول رحلة لها في 23 فبراير 2003 في مركز الحرب الجوية البحرية في بحيرة الصين ، كاليفورنيا. لم يتضمن برنامج اختبار الطيران تسليم أسلحة ، لكن لدى بيغاسوس فتحتا أسلحة ، واحدة على كل جانب من المحرك ، والتي يمكن تحميل كل منها بوزن 500 رطل (225). كجم) قنبلة وهمية لمحاكاة أحمال الطيران التشغيلية. تم استخدام بيغاسوس أيضًا لتقييم التقنيات الخاصة بهبوط سطح الحاملة ، على الرغم من أن المتظاهر لم يكن لديه خطاف خلفي . تتضمن المشكلات الأخرى المتعلقة بعمليات الناقل إضافة روابط سطح السفينة دون المساس بخصائص التخفي ، وتصميم لوحات الوصول بحيث لا يتم تفجيرها أو إتلافها بسبب الرياح القوية التي تهب عبر سطح الناقل. تم إنهاء برنامج J-UCAS في فبراير 2006 بعد مراجعة الدفاع العسكرية الأمريكية الرباعية السنوات. شرعت القوات الجوية الأمريكية والبحرية الأمريكية في برامج الطائرات بدون طيار الخاصة بهم. اختارت البحرية شركة نورثروب غرومان إكس B47 وبرنامجها غير المأهول لنظام القتال الجوي (UCAS-D).   

## المتغيرات
- X-47A
- X-47B
- X-47C : نسخة أكبر مقترحة بحمولة 10,000 رطل (4,500 كـغ) وجناحيها 172 قدم (52.4 م) . [4]

## المواصفات (X-47A)
الخصائص العامة
- طول: 27.9 قدم (8.5 م)
- باع الجناح: 27.8 قدم (8.5 م)
- ارتفاع: 6 قدم 1 بوصة (1.85 م)
- مساحة الجناح: 387.29 قدم2 (35.980 م2)
- الوزن فارغة: 3,836 رطل (1,740 كـغ)
- الوزن الإجمالي: 4,877 رطل (2,212 كـغ)
- وزن الإقلاع الأقصى: 5,903 رطل (2,678 كـغ)
- محركات: 1 × Pratt & Whitney Canada JT15D-5C محرك عنفي مروحي, 3,190 رطلق (14.2 كـن) thrust

أداء
- مدى: 1,726 ميل؛ 2,778 كـم (1,500 nmi)
- سقف الخدمة: 40,000 قدم (12,192 م)
- الدفع/الوزن: 0.65

## أنظر أيضا
- Northrop Grumman X-47B

Aircraft of comparable role, configuration, and era
- بوينغ إكس - 45
- MiG Skat

Related lists
- List of experimental aircraft

## روابط خارجية
- صفحة DARPA J-UCAS
- صحيفة وقائع X-47 Pegasus UCAV-N على air-attack.com